# Lac de Nisramont
Lac de Nisramont är en reservoar i Belgien.   Den ligger i provinsen Luxemburg och regionen Vallonien, i den sydöstra delen av landet, 120 km sydost om huvudstaden Bryssel. Lac de Nisramont ligger 285 meter över havet. Arean är 0,47 kvadratkilometer.
Omgivningarna runt Lac de Nisramont är en mosaik av jordbruksmark och naturlig växtlighet. Runt Lac de Nisramont är det ganska tätbefolkat, med 80 invånare per kvadratkilometer.